# I, Robot (film)
Pour les articles homonymes, voir I, Robot.
Pour plus de détails, voir Fiche technique et Distribution.
I, Robot (littéralement « Moi, un robot ») ou Les Robots au Québec est un film de science-fiction américano-allemand réalisé par Alex Proyas et sorti en 2004. Le scénario du film est écrit par Jeff Vintar et Akiva Goldsman ; il est librement inspiré des romans Les Cavernes d'acier (1954) et Les Robots (1950) ainsi que de la nouvelle Le Robot qui rêvait (1988) d'Isaac Asimov.
Le film reçoit des critiques mitigées mais est un succès commercial. Il est nommé à l'Oscar des meilleurs effets visuels en 2005.

## Synopsis
À Chicago, en 2035, les robots sont pleinement intégrés dans la vie quotidienne. Quelques jours avant la commercialisation d'un nouveau modèle de robot par USR (US Robots dans les romans d'Asimov, et USRobotics dans le film), un de ses fondateurs, le roboticien Alfred Lanning, se suicide. L'officier de police Del Spooner, qui se méfie des robots depuis que l'un d'entre eux a laissé mourir une petite fille pour le sauver, ne croit pas au suicide de Lanning. Il tient donc à découvrir le meurtrier. 
Il se rend au siège d'USR, et fait la connaissance de Lawrence Robertson, le directeur et cofondateur de l'entreprise, puis de Susan Calvin, une robopsychologue de l'entreprise, et enfin de VIKI (Virtual Interactive Kinetic Intelligence), l'ordinateur central d'USR, représenté dans le film par l'image en 3D d'un visage féminin stylisé et pixelisé. Sur place, Spooner trouve un appareil holographique qui contient la conscience de Lanning, afin de répondre à ses questions, mais il reste très énigmatique. Les premiers soupçons de Del se tournent vers un robot nommé Sonny, le seul ayant matériellement pu tuer Alfred : en effet, les vitres du bureau de ce dernier étaient blindées et il lui aurait été impossible de les briser. Sonny se trouve en outre sur place lorsque Spooner et Calvin visitent le bureau et s'enfuit ; ils réussissent cependant à le rattraper et Spooner l'interroge, en dépit des hésitations du lieutenant John Bergin, son supérieur. En effet, dès leur fabrication, tous les robots sont soumis aux trois lois :
1. Un robot ne peut porter atteinte à un être humain ni, restant passif, laisser un être humain exposé au danger,
2. Un robot doit obéir aux ordres donnés par les êtres humains sauf si ces ordres sont en contradiction avec la première loi,
3. Un robot doit protéger son existence sauf si cet impératif est en contradiction avec la première ou la deuxième loi.

De plus, légalement, un meurtre ne peut être commis qu'entre humains. L'enquête est donc rapidement close, concluant au suicide, mais Del n'est pas convaincu et continue ses investigations. Alors qu'il fouille la maison de Lanning, un robot de démolition la détruit, manquant de le tuer. Sa voiture est ensuite attaquée par des robots qui tentent de l'assassiner. Mais son chef, connaissant son aversion pour les robots, ne le croit pas et lui retire sa plaque.
Pendant ce temps, Susan étudie Sonny, et découvre qu'Alfred l'avait doté d'un second système qui lui permet de choisir de ne pas obéir aux trois lois. Il est par ailleurs capable d'éprouver des émotions et de rêver. Elle fait part de sa découverte à Del et Lawrence. Ce dernier ordonne la destruction du robot. Susan ne peut s'y résoudre et décide de simuler sa destruction.
Del finit par comprendre que c'est bien Sonny qui est l'assassin, mais qu'il a agi à la demande de Lanning lui-même. Sa mort constituait le premier élément d'une piste qui permettait à Del de comprendre que l'intelligence artificielle centrale VIKI a évolué de manière dangereuse. En effet, pour protéger l'humanité et assurer sa pérennité — entre autres en évitant les guerres et la pollution — VIKI considère qu'elle doit prendre le contrôle global des humains, qu'elle considère comme des enfants qu'il faut protéger contre eux-mêmes. Elle commence à utiliser les nouveaux robots pour instaurer un couvre-feu, lesquels n'hésitent pas à agresser des humains pour le faire respecter.
Del intervient alors au siège d'USR, et aidé par Susan et Sonny, il arrive à détruire VIKI, après avoir dû combattre des dizaines de robots. Ceux restants sont récupérés par l'armée, qui va les désactiver.
Les robots d'anciennes générations sont parqués, inoffensifs mais rejetés par les humains. Face à eux et à leur désœuvrement, Sonny réalise que son rêve était une prédiction.

## Fiche technique

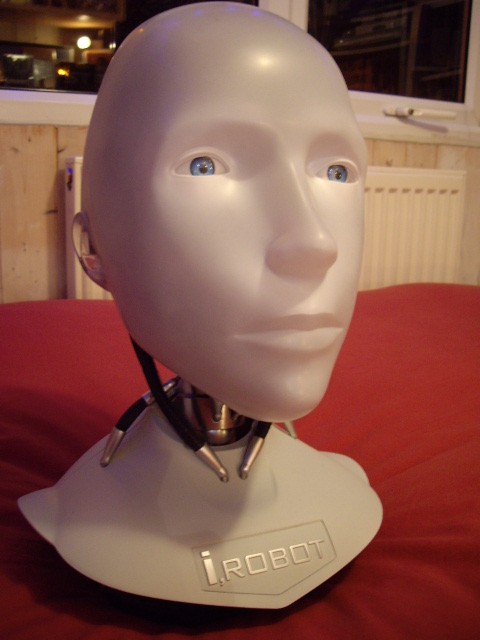
Buste du robot NS5 Sonny.

- Titre original et français : I, Robot
- Titre québécois : Les Robots
- Réalisation : Alex Proyas
- Scénario : Jeff Vintar (en) et Akiva Goldsman, d'après une histoire de Jeff Vintar, d'après le recueil de nouvelles Les Robots d'Isaac Asimov
- Photographie : Simon Duggan
- Décors : Patrick Tatopoulos
- Montage : William Hoy, Richard Learoyd et Armen Minasian (de)
- Effets spéciaux : John Nelson
- Musique : Marco Beltrami
- Production : Laurence Mark (en), John Davis et Topher Dow
- Sociétés de production : Davis Entertainment, Laurence Mark Productions, Overbrook Entertainment, Canlaws Productions et Mediastream IV
- Distribution : 20th Century Fox
- Budget : 120 millions de dollars[1]
- Pays de production :  États-Unis,  Allemagne
- Langue originale : anglais
- Format : couleur - 1.78:1 (version 3D) - 2.35:1 - 35 mm / son : DTS - Dolby Digital - SDDS
- Genre : science-fiction, action, thriller
- Durée : 101 minutes
- Dates de sortie :
  - États-Unis, Canada : 16 juillet 2004
  - France, Suisse romande : 28 juillet 2004
  - Belgique : 4 août 2004

## Distribution
- Will Smith (VF : Greg Germain) : l'officier Del Spooner
- Bridget Moynahan (VF : Françoise Cadol) : le docteur Susan Calvin
- Alan Tudyk (VF : Daniel Lafourcade) : le robot NS5 Sonny (voix et capture de mouvement)
- Chi McBride (VF : Thierry Desroses) : le lieutenant John Bergin
- Bruce Greenwood (VF : Éric Herson-Macarel) : Lawrence Robertson
- James Cromwell (VF : Michel Ruhl) : le docteur Alfred Lanning
- Shia LaBeouf (VF : Alexis Tomassian) : Farber
- Adrian Ricard (VF : Jacqueline Cohen) : la grand-mère de Spooner
- David Haysom : la voix du robot NS4
- Scott Heindl (VF : Patrick Mancini) : la voix du robot NS5
- Fiona Hogan (en) (VF : Delphine Lalizout) : la voix de VIKI (Virtual Interactive Kinetic Intelligence), l'intelligence artificielle
- Jerry Wasserman : Baldez

Le doublage français est réalisé par la société Dubbing Brothers.

## Production

### Genèse et développement
Le projet est à l'origine un script spéculatif de Jeff Vintar intitulé Hardwired et plus tard développé par Disney et prévu pour être réalisé par Bryan Singer. Il s'agit alors d'un film à mystères inspiré des trois lois de la robotique Le projet est ensuite repris par la Fox. Alex Proyas est engagé comme réalisateur. Le script s'inspire du recueil de nouvelles Les Robots d'Isaac Asimov, publié en 1950 (le studio venait d'en acquérir les droits). Jeff Vintar est ensuite renvoyé par la Fox. Lawrence Konner et Mark Rosenthal écrivent une ébauche du script. Mais ils sont à leur tour renvoyés et Jeff Vintar est rappelé. Hillary Seitz officie un temps comme script doctor, mais quitte le projet et en gardera une très mauvaise expérience. Akiva Goldsman est ensuite engagé pour retravailler le script. Le thriller initialement prévu devient alors davantage un blockbuster d'action sortant l'été avec une grande star en tête d'affiche.

### Attribution des rôles
Wil Wheaton et Emilio Estevez ont auditionné pour le rôle du robot suspecté, Sonny.

### Tournage
Le tournage a lieu de mai à octobre 2003. Il se déroule en Colombie-Britannique (Vancouver, New Westminster, Surrey, institut de technologie de la Colombie-Britannique), à Chicago et à Dumont Dunes en Californie.
Alex Proyas a plutôt mal vécu le tournage. Il a en effet entretenu de mauvaises relations avec les dirigeants de la 20th Century Fox, plus particulièrement Tom Rothman, le président du studio. Ce dernier a longtemps voulu changer la fin du film. Le réalisateur souhaite alors écrire un livre dans lequel il veut relater son expérience lors de la production du film. Ses amis l'en dissuadent en lui expliquant qu'il va devoir continuer à travailler à Hollywood. I, Robot sera cependant son dernier film pour un grand studio. 

## Accueil

### Accueil critique
Sur l'agrégateur américain Rotten Tomatoes, le film récolte 56 % d'opinions favorables pour 223 critiques. Sur Metacritic, il obtient une note moyenne de 59⁄100 pour 38 critiques.
En France, le site Allociné propose une note moyenne de 3,3⁄5 à partir de l'interprétation de critiques provenant de 15 titres de presse.

### Box-office
Le film est un succès au box-office, avec plus de 353 millions de dollars de recette dans le monde pour un budget de production de 120 millions. Il est le 12e au box-office 2004 au Canada et aux États-Unis.
En France, il dépasse les 2 millions d'entrées, soit le 21e résultat au box-office annuel français.
| Pays ou région    | Box-office        | Date d'arrêt du box-office | Nombre de semaines |
| ----------------- | ----------------- | -------------------------- | ------------------ |
| États-Unis Canada | 144 801 023 $     | 30 décembre 2004           | 24                 |
| France            | 2 096 836 entrées | -                          | -                  |
| Total mondial     | 353 133 898 $     | -                          | -                  |

## Distinctions

### Récompense
- ASCAP Film and Television Music Awards 2005 : Top Box Office Films pour Marco Beltrami[10]

### Nominations
- Teen Choice Awards 2004 : meilleur film de l'été
- Oscars 2005 : meilleurs effets visuels
- Saturn Awards 2005 : meilleur film de science-fiction et meilleurs effets spéciaux
- BET Awards 2005 : meilleur acteur pour Will Smith
- Black Reel Awards 2005 : meilleur film dramatique

## Autour du film
(avril 2023).

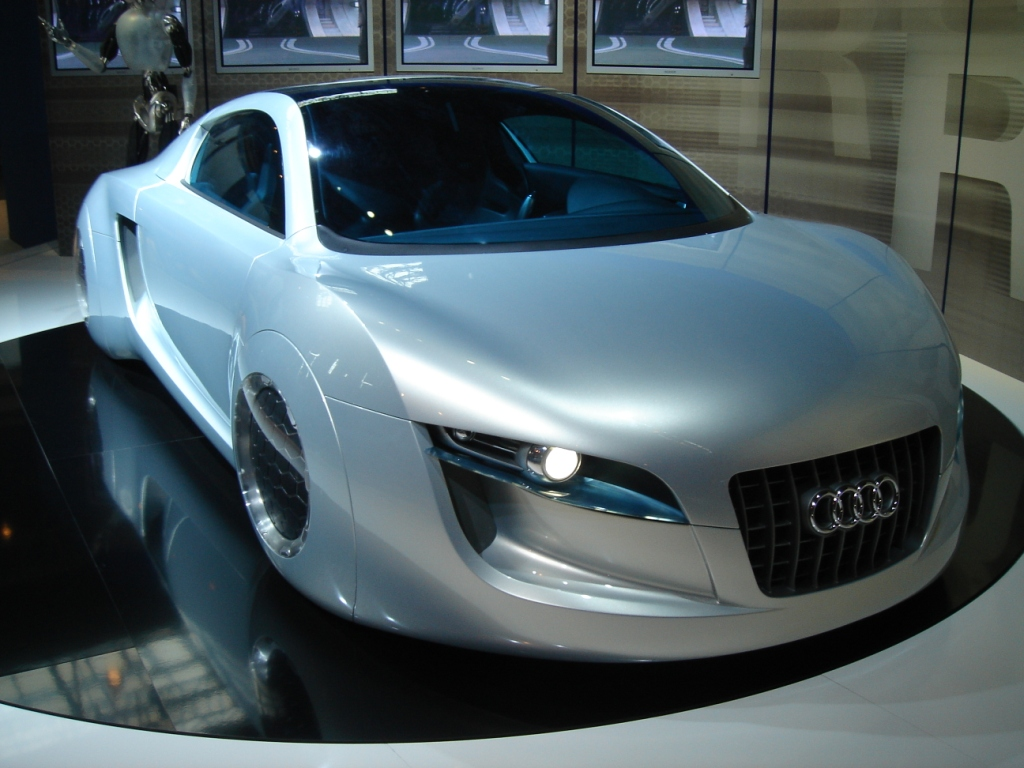
La voiture de Will Smith dans le film, une Audi RSQ.

Le film contient des placements de produits pour Converse, Chuck Taylor All Star, Audi, FedEx, Tecate et JVC entre autres. L'Audi RSQ a été conçue spécialement pour le film pour augmenter la notoriété et l'attrait émotionnel de la marque Audi. De plus, la quasi-totalité des voitures visibles au premier ou à l'arrière plan, sont des Audi TT modifiées. Les objectifs ont été considérés comme atteints lorsque les enquêtes menées aux États-Unis ont montré que l'Audi RSQ a donné une impulsion importante à l'image de la marque aux États-Unis.
I, Robot comporte de nombreuses références à certaines préoccupations contemporaines de l'intelligence artificielle. Premièrement, l'anthropomorphisme dans le film caricature l'une des tendances actuelles de la robotique à créer des robots aux formes et aux expressions « humaines », ce que Del remarque et dénonce par ailleurs. Deuxièmement, des concepts comme l'émergence et l'évaluation de ce qui pourrait se rapprocher de caractères humains et d'une sorte de « pensée » robotique, qui ne serait jamais cependant qu'une simulation informatique de la pensée humaine, sont abordés lors des dialogues entre Del et Sonny, ou par le père fictif de la robotique, Alfred Lanning, faisant ainsi allusion aux travaux de John Conway et Alan Turing. Et enfin, la crainte de ce qu'il adviendrait de l'humanité si les robots deviennent suffisamment intelligents pour exterminer cette dernière, une crainte prise très au sérieux par certains physiciens, dont Stephen Hawking.

## Clin d’œil
Le chat du Dr Lanning se nomme Asimov, clin d’œil à Isaac Asimov, auteur du recueil Les Robots ayant inspiré en partie le film.
Dans la série Rick et Morty, l'épisode 2 de la saison 1 s'intitule "I croquette". Une référence au titre du film.
Quand Calvin et Spooner arrivent dans l'entrepôt on entend l'inspecteur dire "Des robots fabriqués par des robots, quelle idée stupide !". Ceci est un clin d'œil à la phrase prononcée par C-3PO dans l'usine de droïdes de combat sur Géonosis, dans l'épisode II de la saga Star Wars.[réf. nécessaire]